# Nicole Malliotakis
Nicole Malliotakis (New York, 11 november 1980) is een Amerikaans politica van de Republikeinse Partij. Sinds 3 januari 2021 is ze lid van het Huis van Afgevaardigden namens het 11e congresdistrict van New York. Eerder was ze lid van het Huis van Afgevaardigden van New York van 2011 tot 2020. Malliotakis was de Republikeinse kandidaat voor de burgemeestersverkiezingen van New York van 2017, die ze verloor van zittend Democratisch burgemeester Bill de Blasio.